# Himascelis turgidus
Himascelis turgidus là một loài bọ cánh cứng trong họ Cryptophagidae. Loài này được Lyubarsky miêu tả khoa học năm 1999.